# Su Nuraxi
Su Nuraxi di Barumini es la denominación oficial dada por la Unesco a un yacimiento de la cultura nurágica en la isla de Cerdeña (Italia), declarado en 1997 Patrimonio de la Humanidad.
Considerada por los arqueólogos el más grande de toda Cerdeña, el yacimiento nurágico denominado Su Nuraxi (en sardo campidanés: ‘Su Nuraxi’), surge al oeste del centro habitado de Barumini, entre la margen occidental del Sarcidano y de la Marmilla. Se encuentra sobre una altura que domina la amplia llanura, a 238 m s. n. m., y se destaca inconfundiblemente sobre el perfil horizontal de la meseta basáltica de la Giara de Gesturi, situado poco después, hacia el Norte.
Se trata de una gran fortaleza, construida en diferentes épocas históricas, entre los siglo XIII a. C. y siglo VI a. C., alrededor de una torre central. Todo el complejo arqueológico se excavó por completo ―entre 1949 y 1956― por el arqueólogo baruminés Giovanni Lilliu. Bajo su dirección, los trabajos de excavación han permitido recuperar las diversas fases de la construcción de la reggia y del pueblo que lo rodeaba, confirmando la continuidad de la vida en todo el complejo hasta el siglo I a. C., esto es, en época romana.
Toda la estructura es ejemplo clásico de fortaleza cuadrilobulada y está constituida por una torre central edificada en torno a los años 1100-1050 a. C., y de cuatro torres dispuestas en los cuatro puntos cardinales, posteriores en 300 años. En la segunda mitad del siglo VIII a. C., los amplios bastiones defensivos que unían entre sí las torres fueron ulteriormente reforzados y la entrada a la reggia dispuesto al noreste. En el exterior de la línea de muros se extendía un pueblo compuesto por una cincuentena de cabañas, edificadas con planta circular con gruesos muros de piedra en seco y recubiertas con tejado de madera y paja. Durante el siglo VI a. C., la reggia fue destruida y luego posteriormente reconstruida en época cartaginesa para ser luego ocupada por los romanos antes de ser abandonada definitivamente.
El sitio ha sido clasificado por la Unesco como Patrimonio de la Humanidad.

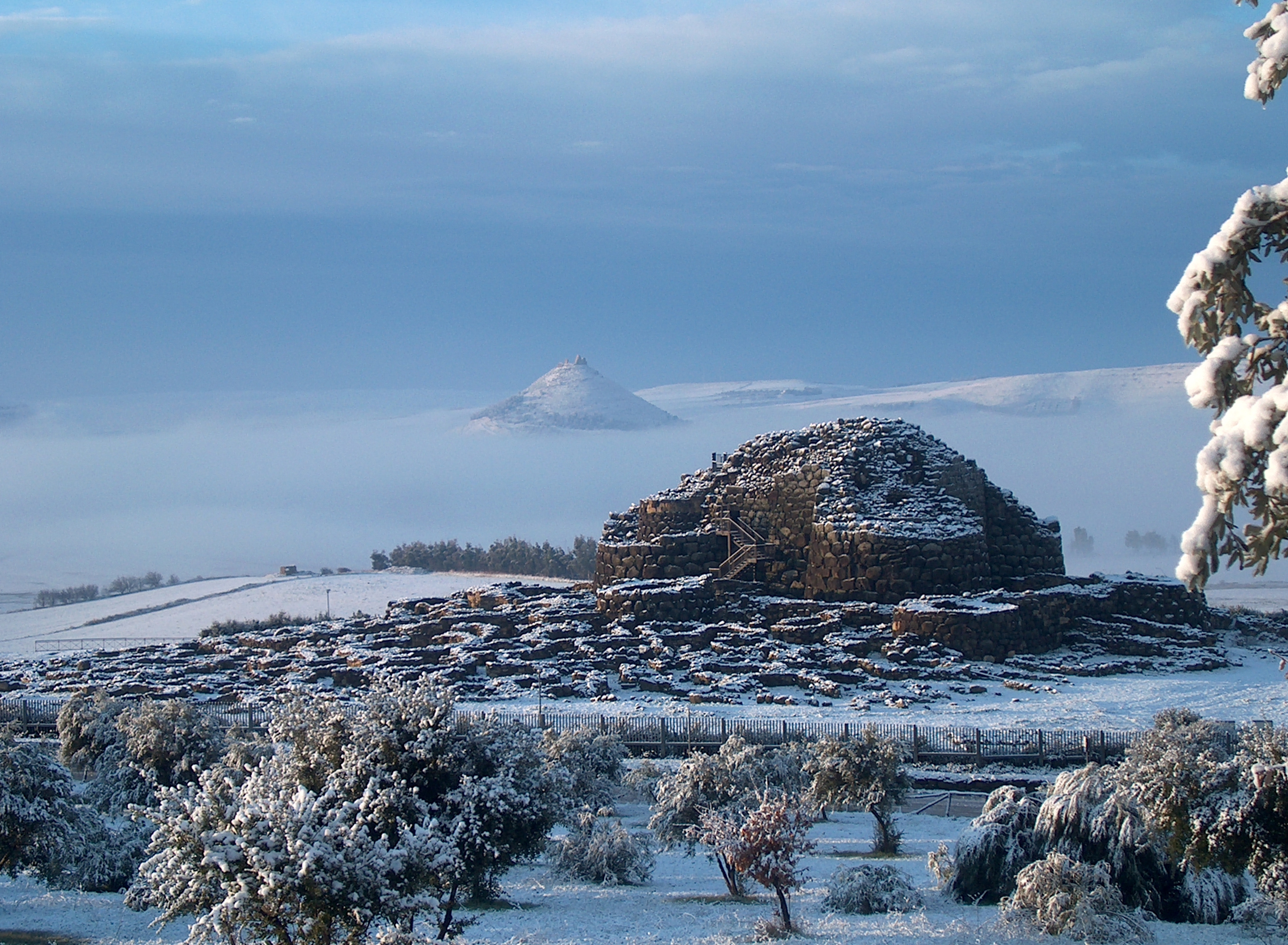
En invierno

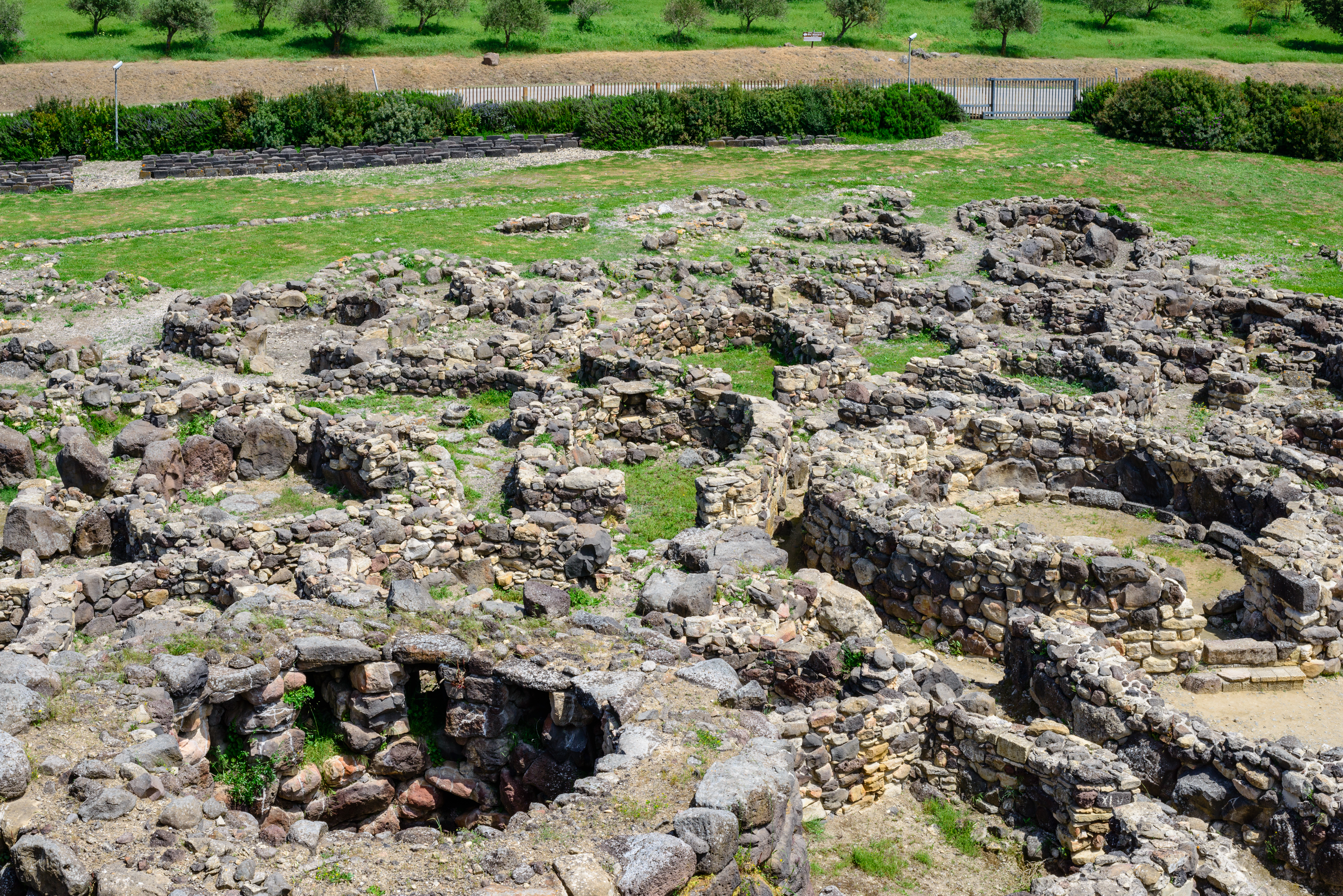
El pueblo

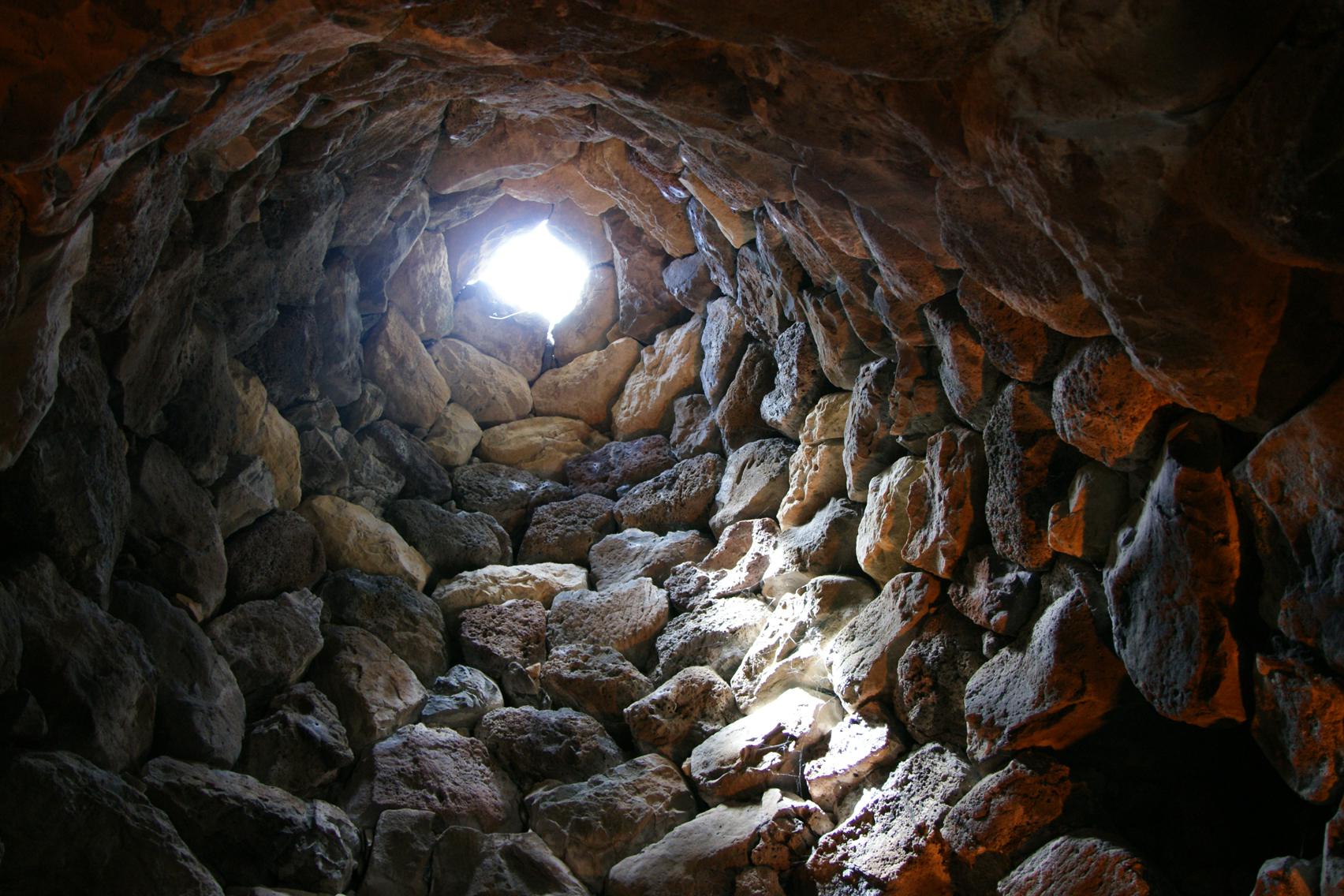
Tholos

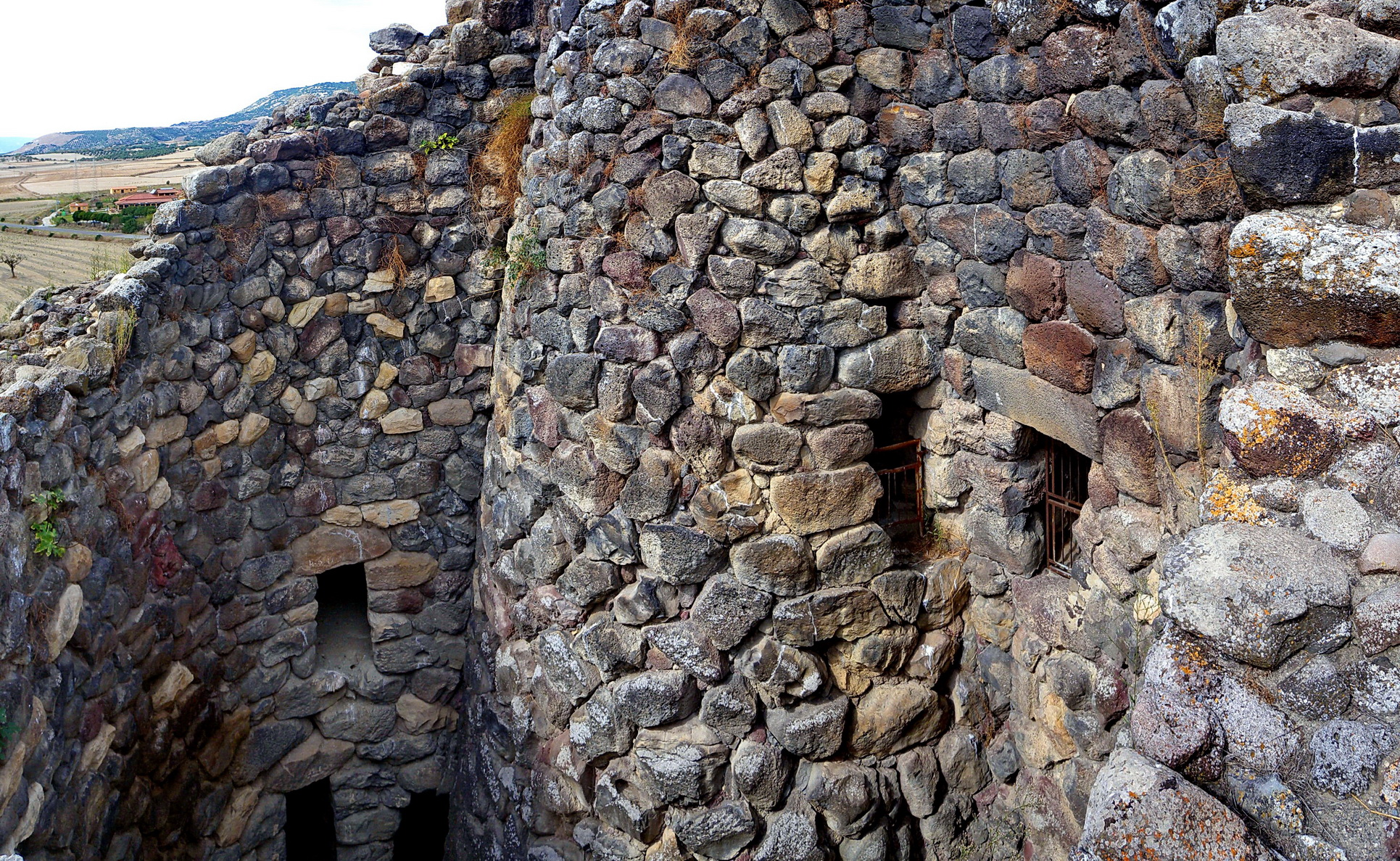
Torre y patio